# Lupáčik

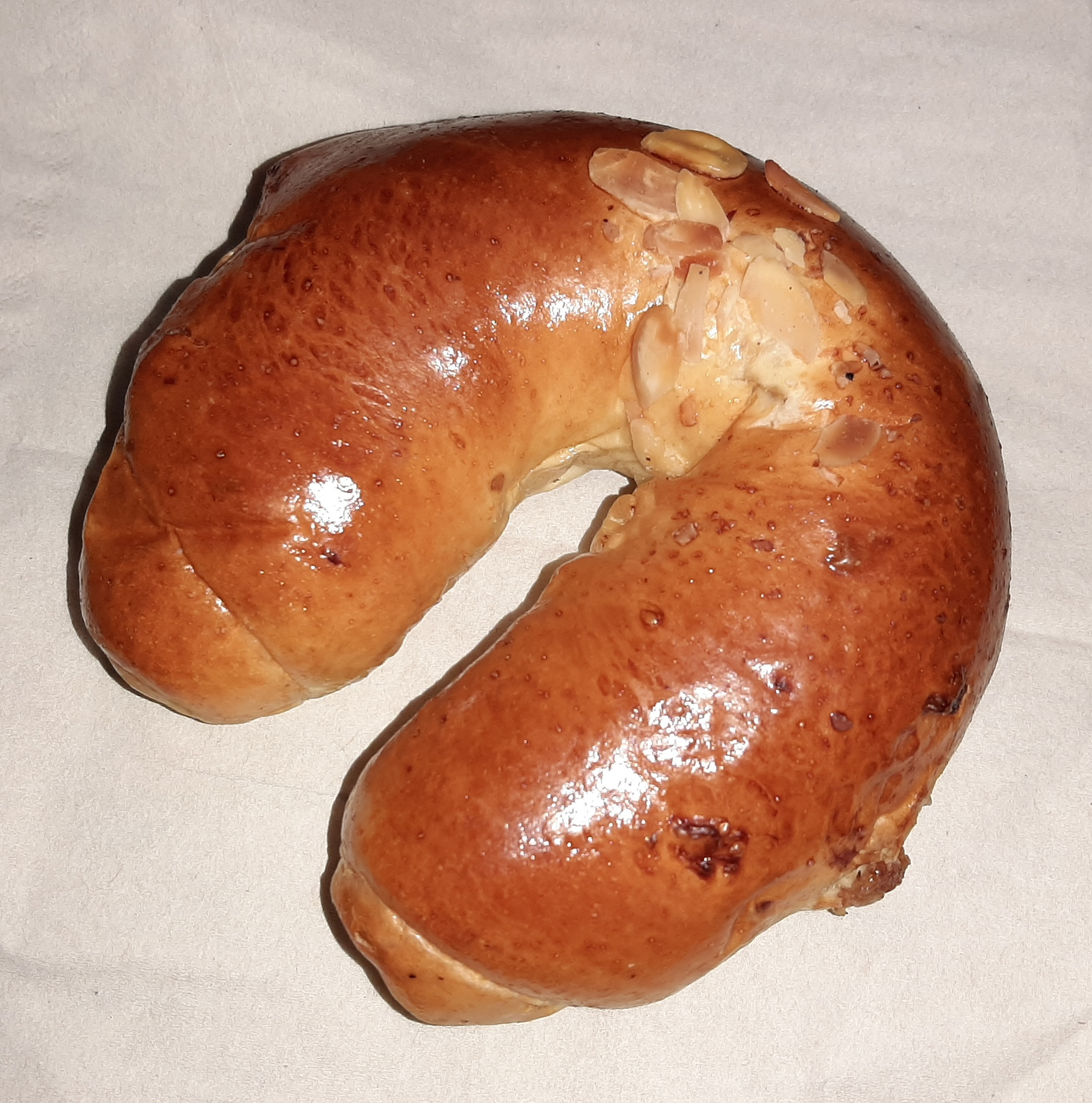
Il lupáčik burro con mandorle e uvetta

Il lupáčik /'lupaːtʂik/ o la makovka /'makouka/, presentato erroneamente come la lúpačka /'luːpatʂka/, è un rožok dolce fatto di impasto grasso, spesso decorato con semi di papavero.